# Новорождественка (Исилькульский район)
Новорожде́ственка — село в Исилькульском районе Омской области. Административный центр Новорождественского сельского поселения.

## История
Основано в 1924 году. В 1928 году хутор Ново-Рождественский № 2 состоял из 9 хозяйств, основное население — русские. В административном отношении находился в составе Селоозерного сельсовета Исилькульского района Омского округа Сибирского края.

## Население
| 1926 | 2002 | 2010 |
| ---- | ---- | ---- |
| 150  | ↗897 | ↘718 |

## Улицы
| - ул. Восточная, - ул. Коммунистическая, - ул. Лесная, | - ул. Молодёжная, - ул. Октябрьская, - ул. Садовая, | - ул. Северная, - ул. Советская, - ул. Школьная. |